# Korvgulmossa
Korvgulmossa (Pseudocalliergon turgescens) är en bladmossart som beskrevs av Leopold Loeske 1907. I den svenska databasen Dyntaxa används istället namnet Drepanocladus turgescens. Enligt Catalogue of Life ingår Korvgulmossa i släktet Pseudocalliergon och familjen Amblystegiaceae, men enligt Dyntaxa är tillhörigheten istället släktet krokmossor och familjen Amblystegiaceae. Enligt den finländska rödlistan är arten akut hotad i Finland. Arten är reproducerande i Sverige. Artens livsmiljö är kalkstensklippor och kalkbrott. Inga underarter finns listade i Catalogue of Life.